# Johann Auernhammer
Johann „Hans“ Auernhammer (* 9. Oktober 1933 in Ingolstadt; † 28. Juni 2002) war ein deutscher Fußballspieler. Als Aktiver von TSV München 1860 gewann der linke Flügelstürmer in der letzten Runde der alten erstklassigen Oberliga Süd, 1962/63, unter Präsident Adalbert Wetzel und mit Trainer Max Merkel die Süddeutsche Meisterschaft und die „Löwen“ wurden dadurch für die ab 1963/64 neu eingeführte Fußball-Bundesliga nominiert.

## Laufbahn
Zumindest bis 1953 spielte er bei der mittelfränkischen TSG Pappenheim. Über den ESV Ingolstadt und die SpVgg Weiden, für die er in der Saison 1954/55 spielte, kam der linke Angriffsspieler zu Beginn der Saison 1955/56 zum 1860 München in die Oberliga Süd. Unter Trainer Max Schäfer debütierte er am vierten Spieltag, den 17. September 1955, beim 3:0-Heimerfolg gegen Schweinfurt 05 mit einem Torerfolg auf Linksaußen in der Oberliga. Obwohl Ludwig Zausinger und Kurt Mondschein immer noch für Angriffswirbel sorgten, stieg die Mannschaft aus Giesing am Rundenende in die 2. Liga ab. Der Neuzugang aus Ingolstadt hatte 15 Ligaeinsätze absolviert und dabei vier Tore erzielt. Bundestrainer Sepp Herberger hatte den linken Flügelstürmer bereits nach einem Oberligaspiel am 25. September 1955 für das Länderspiel der B-Nationalmannschaft in Laibach gegen Jugoslawien nominiert. Das war zwar ehrenvoll für den Mann aus Bayern, durch die 0:8-Pleite wurde die Berufung aber zu einem denkwürdigen Ereignis. Daran konnte auch die Begleitung durch die Mitspieler Horst Schnoor, Klaus Stürmer, Uwe Seeler und Willi Schröder nichts ändern.
Mit 1860 gelang 1956/57 aber mit 103:47 Toren die Meisterschaft in der 2. Liga Süd und damit die sofortige Rückkehr in die Oberliga Süd. Es folgten von 1957/58 bis 1960/61 die Etablierung im süddeutschen Oberhaus unter Trainer Hans Hipp mit den Plätzen sechs (1958, 1959, 1961) und dem fünften Rang im Jahr 1960. Auernhammer gehörte jeweils der Stammbesetzung der „Löwen“-Elf an und erlebte daher auch in der Saison 1960/61 den Aufstieg des jungen Torjägers Rudi Brunnenmeier mit 23 Treffern.
Auch noch im ersten Trainerjahr von Max Merkel, 1961/62, gehörte Auernhammer mit 26 Einsätzen und fünf Toren zur Stammelf von 1860 München. Als Merkel die „Löwen“ 1962/63 zur Südmeisterschaft führte, war dagegen die Konkurrenzsituation durch Werner Anzill, Wilfried Kohlars, Rudi Brunnenmeier, Hans Küppers, Alfred Heiß und Hans Rebele schon so massiv gegeben, dass er nur noch zu 15 Ligaeinsätzen mit einem Treffer kam.
Im Debütjahr der Bundesliga, 1963/64, belegte er mit 1860 den siebten Rang und hatte nochmals in acht Rundenspielen mitgewirkt und dabei zwei Tore erzielt. Am dritten Spieltag, den 7. September 1963, bei der 1:3-Heimniederlage gegen den kommenden Deutschen Meister 1. FC Köln, hatte er in der Bundesliga debütiert. Am letzten Spieltag, den 9. Mai 1964, beendete er mit dem 3:2-Heimerfolg gegen Werder Bremen seine aktive Zeit bei 1860 München. Insgesamt hatte er zuvor für die „Löwen“ in der Oberliga Süd 165 Ligaspiele absolviert und dabei 29 Tore erzielt. In der letzten Endrunde um die deutsche Meisterschaft 1963 war er in vier Spielen gegen den Hamburger SV und Borussia Neunkirchen im Einsatz gewesen. Beim DFB-Pokalgewinn 1964 war er dagegen nicht mehr zum Einsatz gekommen.
Nach 27 Ligaeinsätzen mit drei Toren für Schwaben Augsburg in der Fußball-Regionalliga Süd in der Saison 1964/65 beendete er im Sommer 1965 seine höherklassige Spielerlaufbahn.

## Auswahlspiele
Nach dem unglücklichen Einstand in der B-Nationalmannschaft im September 1955 fand Auernhammer zwar nicht mehr in den engen DFB-Kader zurück, aber in diversen Auswahlmannschaften war er noch bis 1960 am Ball. Am 20. Juni 1957 stürmte er beispielsweise an der Seite von Helmut Rahn, Max Morlock, Willi Schröder und Vereinskamerad Ferdinand Börstler in Schweinfurt bei einem Testspiel der Herberger-Schützlinge im Angriff der siegreichen A-Auswahl gegen eine B-Auswahl. Sechs Tage später war er der Linksaußen einer DFB-Auswahl beim Spiel in Berlin gegen eine Berliner Auswahl. Vom 22. bis 28. Juli 1957 nahm er in München am ersten WM-Lehrgang für die Weltmeisterschaft 1958 in Schweden teil. Für die Auswahl von Süddeutschland war er am 17. November 1957, 12. April 1959, 18. November 1959 und 19. März 1960 gegen die Regionalauswahlteams des Südwesten, Norddeutschland und Westdeutschland im Einsatz.

## Trainer
In der Saison 1972/73 trainierte er in der damals zweitklassigen Regionalliga Süd den FC Wacker München, der am Ende als 18. und Letzter abstieg. Die letzte Vorstellung dieses Münchner Traditionsvereines in solchen Höhen.
In den frühen 1970er Jahren trainierte er auch den SC Fürstenfeldbruck in der damals drittklassigen Bayernliga.